# Eulophia thomsonii
Eulophia thomsonii är en orkidéart som beskrevs av Robert Allen Rolfe. Eulophia thomsonii ingår i släktet Eulophia och familjen orkidéer. Inga underarter finns listade i Catalogue of Life.